# Skärgårdskryssare

Skärgårdskryssare

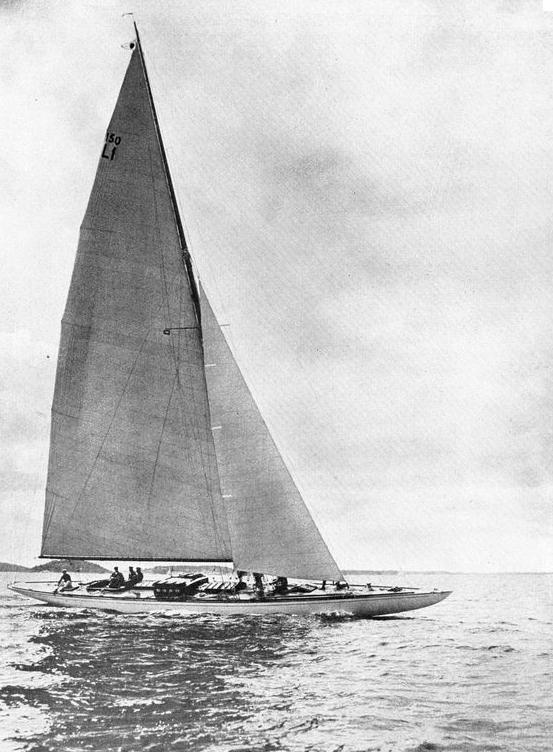
SK 150 "Singoalla, ritad av Gustaf Estlander, på Kanholmsfjärden i augusti 1922.

Skärgårdskryssare (SK) är en typ av segelbåt byggd efter skärgårdskryssarregeln.

## Beskrivning
Regeln skapades 1908 av ingenjör Karl Ljungberg och var ett försök att få fram nya bra båtar, som inte skulle vara alltför extrema och därmed dyra. Trots detta ledde den första versionen av regeln till att båtarna blev alltför långa, smala och för svaga varför regeln reviderades 1916, 1920 och 1925. Regeln har följande nio klasser: 15, 22, 30, 40, 55, 75, 95, 120 och 150 m². Dessa tal anger den maximala mätta segelarean och grundtanken är att segelarean skall vara begränsad, men att skrovstorleken med vissa restriktioner skall vara fri.
Reglerna för skrovet preciserar fyra mått, som påverkar en båts fart: deplacement, köllängd, medelbredd och fribordshöjd. Dessa mått står i relation till vattenlinjelängden, som mäts några centimeter ovanför den verkliga vattenlinjen. En deplacerande båts maximala fart är proportionell mot kvadratroten ur dess vattenlinjelängd. Om man vill öka båtens maxfart genom att öka vattenlinjelängden måste man enligt bestämmelserna kompensera detta med en ökning av måtten på de fyra farthämmande faktorerna ovan.
Regeln ger stor frihet åt konstruktören och de flesta båtar är unika i sitt slag. Dagens skärgårdskryssarregel bygger på 1925 års regel med tillägg för att göra det möjligt att använda moderna material såsom glasfiberarmerad plast i skrovet och aluminium i riggen och utan att därmed utkonkurrera de båtar, som är byggda med klassiska material. De flesta är dock långa, smala, med låga fribord och en hög rigg. Båtarna byggdes ursprungligen i hondurasmahogny eller furu. De skärgårdskryssare som byggs idag är i stort sett uteslutande av glasfiberarmerad plast.
Ursprungligen var skärgårdskryssaren en båt som seglades endast i Östersjön men idag har många båtar flyttats till USA och centraleuropa där de är uppskattade för sin skönhet och snabbhet. Bland legendariska och kända skärgårdskryssare märks August Plyms SK 150, "EBE", numera "Beatrice Aurore", SK95 "Dafne", numera "Ala Ala" Gustaf Estlanders SK 150 "Singoalla", Erik Salanders SK 95, "Gerdny", numera "Kerma", och SK 75:orna "Gun" och "Kajsa" samt Tore Holms SK 95 Britt-Marie, vilken efter ombyggnad idag dock inte kan klassas som skärgårdskryssare.
Skärgårdskryssarnas guldålder inföll under perioden 1910–1930 och utvecklingen fördes under denna tid framåt särskilt av Erik Salander, vilken med konstruktioner som SK 55:orna "Britty", "Gun", "Eva" och "Nerida" skaffade sig ett aktat namn. Hans extremt långa SK 75 "Ila", byggd 1917, med en längd av 15,35 meter och med effektiva linjer, besegrade med lätthet alla tidigare byggda båtar i klassen. Efter att Salander 1920 slutat rita skärgårdskryssare, var det framför allt Gustaf Estlander och Tore Holm som förde utvecklingen vidare.
Andra framstående konstruktörer av stora skärgårdskryssare var Knut Holm, med SK 75:orna "Blanka" och "Fylgia" och Zaké Westin med SK 120 "Ingun".
Trots regeländringar blev båtarna i samtliga klasser allt smalare och längre. Gustaf Estlanders SK 150 "Singoalla var med en längd på 24 meter inte bara den längsta utan även den snabbaste av alla skärgårdskryssare.
22:orna kappseglar årligen SM om Skärgårdskryssarpokalen, Sveriges äldsta kappseglingspris, instiftat 1910 (då för 30:or). 

## OS i Antwerpen 1920

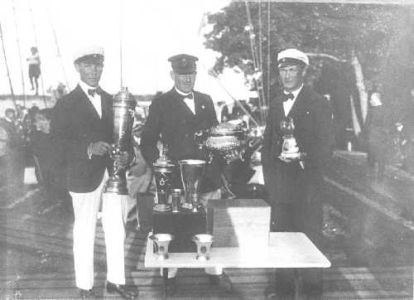
Besättningen på Kullan.

Vid de Olympiska sommarspelen i Antwerpen 1920 var skärgårdskryssare med som två klasser. Totalt var tre båtar med, samtliga från Sverige. Gösta Lundquist med besättning i båten Kullan tog guld i 30 m2, medan guld och silver i 40 m2 gick till Tore Holm (båten Sif) respektive Gustaf Svensson (båten Elsie) med besättningar. På grund av det ringa intresset lades klassen ner som olympisk inför Paris-OS 1924.